# Hans von Donat
Hans Hugo Wilhelm Bernhard von Donat (* 6. Juli 1891 in Stuttgart; † 12. Juni 1992 ebenda) war ein deutscher Generalleutnant der Eisenbahnpioniere im Zweiten Weltkrieg.

## Leben
Hans von Donat war ein Sohn des württembergischen Oberstleutnants Hugo von Donat (1847–1927) und dessen Ehefrau Marie, geborene Brückmann (1864–1958). Er hatte noch einen älteren Bruder und eine jüngere Schwester. Von 1896 bis 1900 besuchte er die Hayersche Vorschule in Stuttgart, wechselte 1900 zum Karls-Gymnasium Stuttgart und 1903 von dort zur Kadettenanstalt Karlsruhe, wo er im Alter von zwölf Jahren zur Erziehung und Ausbildung in das preußische Kadettenkorps aufgenommen wurde. 1906 wechselte er in die Hauptkadettenanstalt in Groß-Lichterfelde. Am 14. März 1911 wurde Donat als Fähnrich dem Eisenbahn-Regiment Nr. 3 der Preußischen Armee in Hanau überwiesen und nach seiner Kommandierung zur Kriegsschule Potsdam am 22. Mai 1912 mit Patent vom 1. Juni 1910 zum Leutnant befördert. Ab Oktober 1912 war er zunächst als Rekrutenoffizier in seinem Stammregiment tätig und rückte Ende März 1914 zum Adjutanten des I. Bataillons sowie zum Regimentsgerichtsoffizier auf.
Von 1914 bis 1918 nahm er am Ersten Weltkrieg teil. Von 1914 bis 1916 war er Adjutant des Stabsoffiziers der Eisenbahn-Truppen zur besonderen Verwendung, von 1916 bis 1917 war er bei den Eisenbahntruppen in der Türkei im Einsatz und 1918 diente er als Adjutant im Stabe des Regimentskommandeurs der Eisenbahn-Truppen Nr. 2 im Großen Hauptquartier.
1919 war er bei den Eisenbahntruppen des Armeeoberkommandos Nord (Grenzschutz Ost) im Einsatz und wurde Anfang Mai 1919 in die Reichswehr übernommen. Von 1928 bis 1933 arbeitete er als technischer Referent in der Transportabteilung des Reichswehrministeriums und wurde 1932 zum Major befördert.
Am 1. Oktober 1934 verlegte das in Minden aufgestellte Pionierbataillon der 19. Infanterie-Division unter Führung von Hans von Donat nach Holzminden. Am 15. Oktober 1935 erfolgte die Bezeichnung Pionierbataillon 19, und Hans von Donat wurde am 1. Juni 1935 zum Oberstleutnant befördert. Bis 1936 wurden die heutigen Kasernen am Grimmenstein und an der Bodenstraße fertiggestellt und erhielten den Namen „Generalmajor-Unverzagt-Kaserne“. Zudem wurde ein Land- und Wasserübungsplatz an der Weser errichtet.
Von 1936 bis 1938 war er Kommandeur der Pioniere des VI. Armeekorps; in dieser Zeit wurde er am 1. Oktober 1937 zum Oberst befördert.
Von 1938 bis 1939 war er Kommandant des Pionierübungsplatzes Rehagen-Klausdorf-Sperenberg und zugleich Kommandeur des Eisenbahnpionierregiments 68.
Von 1939 bis 1945 nahm er am Zweiten Weltkrieg teil, zunächst als Höherer Eisenbahnpionierkommandeur der Heeresgruppen Süd und B, dann für die besetzten Westgebiete. Anschließend wurde er 1941 Höherer Eisenbahnpionierkommandeur der Heeresgruppe Nord, dann Bevollmächtigter General des Chefs des Transportwesens beim Reichsverkehrsministerium – Zweigstelle Ost (Warschau). Im Kriegsverlauf wurde er am 1. November 1941 zum Generalmajor befördert. Ab 1942 war er Kommandeur der Eisenbahnpionierschule Rehagen und Kommandant des Eisenbahnpionierübungsplatzes Rehagen-Klausdorf-Sperenberg. Am 1. Januar 1944 wurde er zum Generalleutnant unter General Walter Kuntze befördert. Bei Kriegsende war er Eisenbahn-Pionier-Inspektor der Ersatzarmee. Mit Kriegsende 1945 geriet er in Kriegsgefangenschaft durch die Armee der Vereinigten Staaten, aus der er im Folgejahr entlassen wurde.
Danach engagierte er sich im Veiel-Kreis, im Bund versorgungsberechtigter Wehrmachtsangehöriger (BvW), einer Vorgängerorganisation des Verbands deutscher Soldaten, sowie der Notgemeinschaft ehemaliger berufsmäßiger Wehrmachtsangehöriger (NGW), der Stillen Hilfe und in Initiativen um Novellierungen des § 131 des Grundgesetzes.
Donat ist auf dem Pragfriedhof in seiner Heimatstadt Stuttgart beigesetzt. Sein Nachlass wird im Bundesarchiv aufbewahrt.

## Auszeichnungen
- Verleihung bis 1918:
  - Baltenkreuz
  - Eisernes Kreuz II. und I. Klasse
  - Ritterkreuz II. Klasse mit Schwertern des Königlich Württembergischen Friedrichs-Ordens
  - Kaiserl. Türkischer Eiserner Halbmond
  - Kaiserl. Türkische Silberne Liakat-(Verdienst-)Medaille mit Schwertern
  - Hamburgisches Hanseatenkreuz
  - k.u.k. Österreichisches Militär-Verdienstkreuz III. Klasse mit der Kriegsdekoration
- Verleihung nach 1933:
  - 1934/1935: Ehrenkreuz für Frontkämpfer
  - Kriegsverdienstkreuz II. Klasse mit Schwertern
  - Dienstauszeichnung I. Klasse
  - Dienstauszeichnung III. Klasse
  - Österreichische Weltkriegserinnerungsmedaille mit Schwertern
  - Königl. Ungarische Weltkriegserinnerungsmedaille mit Schwertern
  - Königl. Bulgarische Weltkriegserinnerungsmedaille mit Schwertern
  - 8. Oktober 1939: Spange zum Eisernen Kreuz II. Klasse
  - 20. April 1940: Deutsches Schutzwall-Ehrenzeichen
  - 28. Dezember 1940: Spange zum Eisernen Kreuz I. Klasse
  - 6. September 1942: Medaille Winterschlacht im Osten 1941/42

## Schriften
- Eisenbahn-Pioniere. In: Deutsches Soldatenjahrbuch. 1965, S. 134–153; 1966, S. 100–114; 1969, S. 135–144.